# خسروشاه غزنوی
معزالدوله خسروشاه سلطان غزنوی از ۵۴۷ تا ۵۵۵ هجری قمری بود. او واپسین فرمانروای غزنوی بود که بر شهر غزنین فرمان می‌راند.
او پسر بهرام‌شاه بود و پس از مرگ پدر جانشین او شد. در این زمان قلمرو غزنوی از دو سو مورد تهدید قرار گرفت. از یکسو غوریان در این زمان قدرت گرفته و بر مرزهای ایشان می‌تاختند، از دیگر سو سلطان سنجر و دولت سلجوقیان تضعیف شده و غزها در سرزمین‌های تابع ایشان نیرومند گشته‌بودند. سرانجام در ۵۵۵ هجری غزها بر غزنین تاختند و این شهر را گشودند. از این زمان به بعد حکومت غزنویان تنها در متصرفاتشان در هندوستان دوام یافت.